# György Szuromi
György Szuromi (* 14. Juni 1951 in Budapest) ist ein ehemaliger ungarischer Radrennfahrer und nationaler Meister im Radsport.

## Sportliche Laufbahn
Szuromi war Teilnehmer der Olympischen Sommerspiele 1980 in Moskau und belegte dort den 51. Platz im Straßenrennen. Zehnmal fuhr er die Internationale Friedensfahrt, der 27. Platz 1981 war dabei sein bestes Ergebnis.
1977 wurde er ungarischer Meister im Einzelzeitfahren. Ein Jahr später wurde er Meister im Straßenrennen. Er gewann sieben Einzeltitel bei ungarischen Meisterschaften in verschiedenen Disziplinen sowie zwei Titel im Mannschaftszeitfahren.
1975 siegte er im Grand Prix Cycliste de Gemenc, dem bedeutendsten internationalen Radsportwettbewerbs Ungarns in dieser Zeit. Den Balaton-Cup gewann er 1982. 1979 wurde er Dritter im Csepel-Cup.